# Valerius Lodewijk Vegilin van Claerbergen
Valerius Lodewijk Vegilin van Claerbergen (Leeuwarden, 24 juli 1774 - Joure, 14 juli 1844) was een Nederlands politicus.

## Biografie
Vegilin van Claerbergen werd in 1774 in Leeuwarden geboren als zoon van Pieter Benjamin Vegelin van Claerbergen en Louisa Albertina van Glinstra. Hij was ten tijde van de inlijving bij het Franse keizerrijk van januari 1811 tot november 1813 lid van de algemene raad van het departement Friesland. Na de val van Napoleon was hij van 1814 tot 1816 vrederechter te Akkrum. Van 1816 tot 1835 was hij grietman van Haskerland. In 1835 legde hij vrijwillig zijn functie van grietman neer en werd opgevolgd door zijn zoon Pieter Benjamin Johan, het latere Tweede Kamerlid.
In 1814 was Vegilin van Claerbergen lid van de Vergadering van Notabelen voor het departement Friesland (29 en 30 maart 1814) die moest beslissen over de Grondwet van 1814, daarna werd hij op 19 september 1814 lid van de Provinciale Staten van Friesland voor de Ridderschap (grietenij Haskerland). Hij was in die hoedanigheid buitengewoon lid van de dubbele Staten-Generaal der Verenigde Nederlanden (8 - 19 augustus 1815) die moest beslissen over de Grondwet van 1815. Hij was lid van de provinciale staten van Friesland tot 1 juli 1827 en opnieuw lid van 5 juli 1831 tot juli 1843.
Vegilin van Claerbergen overleed in juli 1844, bijna 70 jaar oud, in Joure.

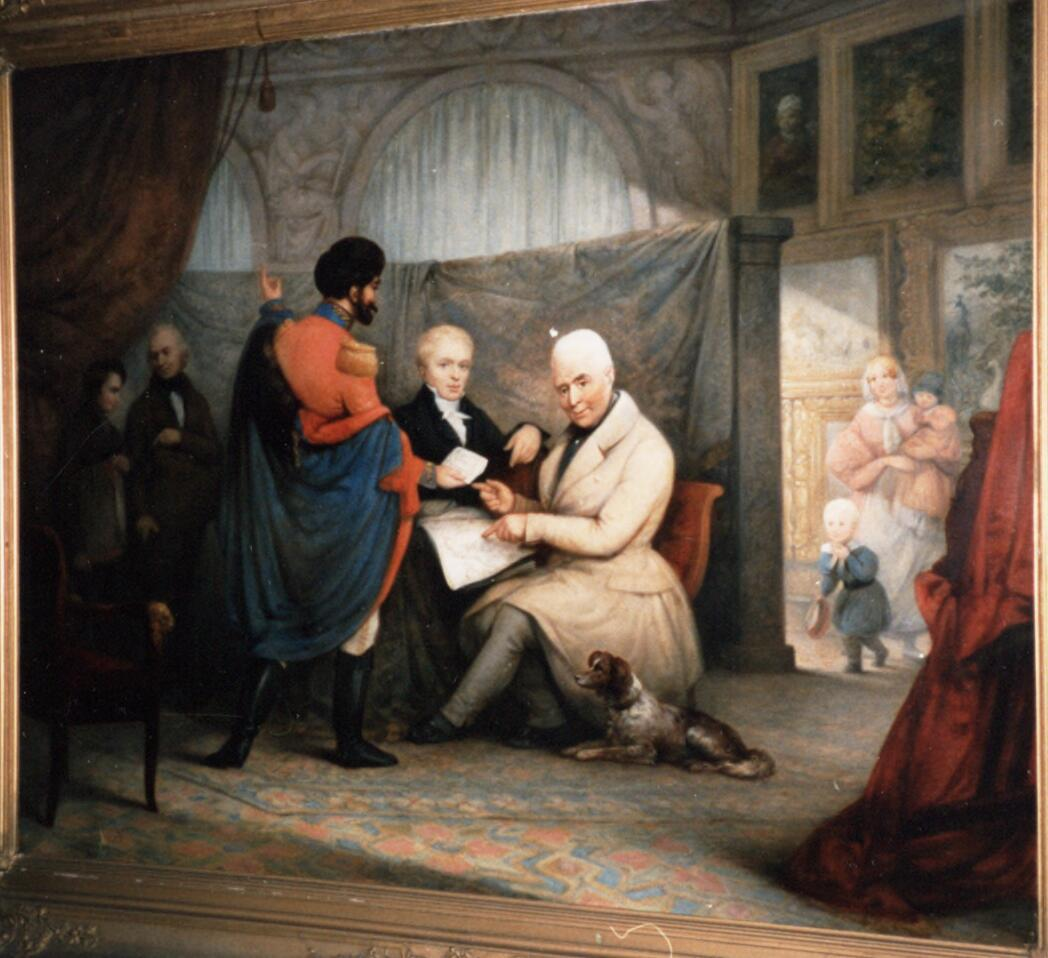
Vegilin van Claerbergen met zijn zoon Pieter Benjamin Johan omstreeks 1838

- Biografisch Portaal: 06814693
- International Standard Name Identifier: 0000 0004 2311 9047
- Nederlandse Thesaurus van Auteursnamen: 357089634
- Parlement.com: vg09llqbi79d
- Virtual International Authority File: 305810789
- WorldCat: E39PBJkhKmtMpr6qDy76BFfQbd